# Pterospora andromedea
Pterospora es un género monotípico de plantas pertenecientes a la familia Ericaceae.  Su única especie: Pterospora andromedea, es originaria de Norteamérica.

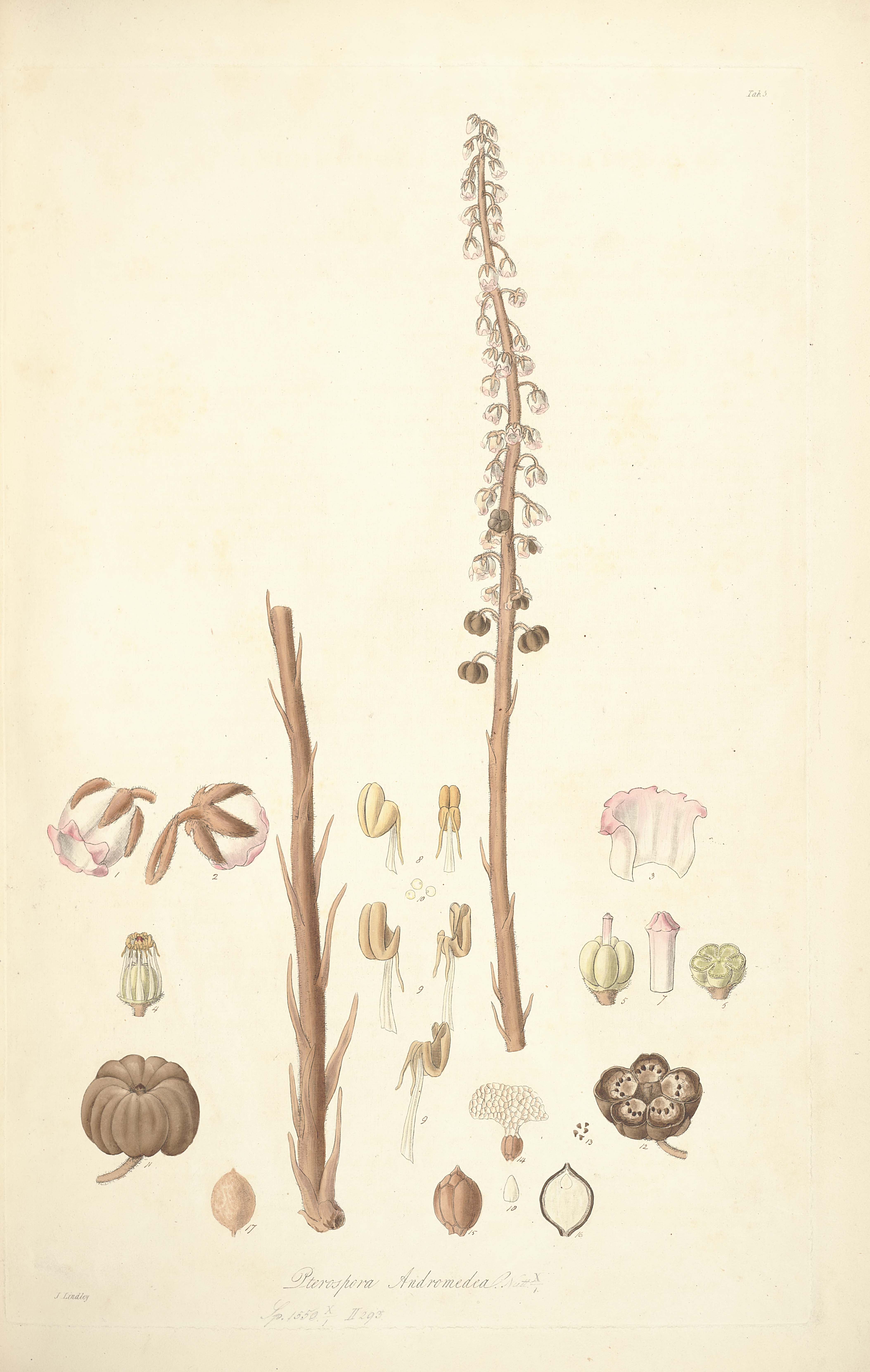
Ilustración

## Descripción
La parte visible de Pterospora andromedea es una inflorescencia en forma de espiga carnosa, no ramificada, de color rojizo amarillento de 30-100 cm de altura, aunque se ha informado ocasionalmente que puede alcanzar una altura de 2 metros. Los tallos sobre el suelo ( inflorescencias ) se encuentran generalmente en grupos pequeños entre junio y agosto. Las inflorescencias son peludas y notablemente pegajosas al tacto. Esto es causado por la presencia de pelos que exudan una sustancia pegajosa (pelos glandulares). Las inflorescencias están cubiertas por  estructuras conocidas como las brácteas. La parte superior de la inflorescencia tiene una serie de flores amarillentas en forma de urna que se enfrentan a las de la parte baja. El fruto es una cápsula .

## Ecología
Al igual que todos los miembros de Monotropoideae (ver Monotropa ), Pterospora andromedea carece de clorofila (trazas han sido identificadas, pero no la suficiente para proporcionar energía para la planta o para colorearla).  Las plantas existen en la mayor parte de su vida como una masa de raíces frágiles, pero carnosas. Viven en una relación parasitaria con hongos micorrizas, de los que las plantas obtienen todo su carbono del hongo asociado, pero la relación no se ha entendido bien. El término para este tipo de simbiosis es micoheterotrofia. En Pteropspora la asociación es con un número muy limitado de hongos del género Rhizopogon, incluyendo Rhizopogon subcaerulescens, R. arctostaphyli, y R. salebrosus. Una nota de precaución: a diferencia de las plantas, los hongos aún no están bien clasificados y así que los nombres de las especies son susceptibles de cambiar con frecuencia cuando se hace más investigación y Rhizopogon es particularmente difícil de clasificar taxonómicamente. Pterospora aún no se ha descubierto que esté asociada con cualquier especie fuera del género Rhizopogon.
Pterospora ha demostrado estar más estrechamente relacionada con Sarcodes que con cualquier otro miembro de Monotropoideae.

## Distribución y hábitat
Crece en los bosques de coníferas o mixtos. Es nativa de América del Norte desde el sur de Canadá hasta las montañas de México y se encuentra más comúnmente en la mitad occidental del continente, aunque pequeñas poblaciones aisladas se encuentran en el noreste de los Estados Unidos y el este de Canadá. Junto con Monotropa es uno de los miembros más frecuentes de la subfamilia Monotropoideae.

## Taxonomía
Pterospora andromedea fue descrita por  Thomas Nuttall y publicado en The Genera of North American Plants 1: 269–270. 1818.
Etimología
Pterospora: nombre genérico que deriva de las palabras griegas pteros = "ala", y spora =  "semilla", lo que significa "semilla alada" .
andromedea: epíteto que se refiere al género Andromeda y a su único representante, Andromeda polifolia, por el parecido de las flores con las de esta especie.